# 皮埃尔·杜波依斯
皮埃尔·杜波依斯（Pierre Dubois，1250年—1322年），主张建立法国领导下的基督教统治者联盟，认为基督教国家应该通过合作反对违禁者，争端应当通过仲裁解决，最终可上溯至主教。

這構想最早見於他所著的"De Recuperatione Terre Sancte"一書。最终未被采纳。